# Venom (музичка група)
Веном (енгл. Venom: отров) je блек метал бенд формиран у Њукаслу, у енглеској 1978. Формирали су га певач и басиста Кронос, гитариста Мантас и бубњар Абадон, имена из Сотонистичке Библије. Њих често сматрају за важан рани утицај на дет и блек метал.

## Историја
Незадовољни са метал сценом почетком осамдесетих, када су најтежи бендови били Motörhead и Џудас прист, Кронос, Мантас и Абадон покрећу жанр даље. У почетку се бенд звао Оберон и сачињавало га је 5 чланова. Име Веном дошло је од једног локалног мото-клуба.
Кронос се на почетку придружио групи као гитарист. Након што га је Мантас запитао да отпева песму "Live Like an Angel, Die Like a Devil" група га је прихватила као вокалисту.
Њихов први албум, Welcome to Hell (1981), био је новина у свету хеви метала, када је враг био ретко спомињан. Често га се кредитује као први треш метал албум. Њихов други албум, Black Metal (1982) је важан у формирању каснијих блек и детх метала. Много елемената ових подврсти може се наћи у речима и именима песама са тог албума.

## Састав

### Садашњи чланови
- Конрад "Кронос" Лант - вокал/бас-гитара
- Стјуарт "Рејџ" Диксон - гитара
- Дени "Данте" Нидхем - бубњеви

### Бивши чланови
- Гитара:
  - Џеф "Мантас" Дан - гитара
  - Стив "War Maniac" Уајт - гитара
  - Џими Клер - гитара
  - Ал Барнс - гитара
  - Мајк "Микус" Хикеј - гитара
- Вокал, бас, бубњеви:
  - Тони "Абадон" Бреј - бубњеви
  - Клајв "Jesus Christ" Арчер - вокал
  - Тони "Demolition Man" Долан - вокал, бас-гитара
  - Алан Винстон - бас-гитара
  - Анттон - бубњеви

## Дискографија
Студијски албуми
- (1981)
- (1982)
- (1984)
- (1985)
- (1987)
- (1989)
- (1991)
- (1992)
- (1997)
- (2001)
- (2006)
- (2008)
- (2011)
- (2015)
- (2018)

ИП-и
- (1996)
- (2017)

Живи албуми
- (1986)
- (2002)

Компилације
- (1991)
- (1992)
- (1993)
- (1993)
- (1993)
- (2003)